# John Hunter (kirurg)
John Hunter, škotski kirurg, * 13. februar 1728, † 16. oktober 1793.
Hunter velja za enega najbolj priznanih znanstvenikov in kirurgov svojega časa. Po njem je poimenovana Hunterianova družba.